# Puchar Europy w Lekkoatletyce 1973 – półfinał kobiet (Sittard)
Półfinał pucharu Europy w lekkoatletyce w 1973 kobiet odbył się 5 sierpnia w Sittard. Był to jeden z trzech półfinałów. Pozostałe odbyły się w Bukareszcie i Warszawie.
Wystąpiło sześć zespołów, z których dwa najlepsze awansowały do finału.

## Klasyfikacja generalna
| Poz. | Reprezentacja   | Punkty |
| ---- | --------------- | ------ |
| 1    | RFN             | 60     |
| 2    | Wielka Brytania | 57     |
| 3    | Francja         | 50     |
| 4    | Holandia        | 39     |
| 5    | Jugosławia      | 38     |
| 6    | Czechosłowacja  | 28     |

## Wyniki indywidualne
Kolorami oznaczono zawodniczki reprezentujące zwycięskie drużyny.

### Bieg na 100 metrów
| Lp. | Państwo         | Zawodniczka      | Wynik |
| --- | --------------- | ---------------- | ----- |
| 1.  | RFN             | Annegret Richter | 11,7  |
| 2.  | Wielka Brytania | Andrea Lynch     | 11,8  |
| 3.  | Francja         | Sylviane Telliez | 11,9  |
| 4.  | Jugosławia      | Jelica Pavličić  | 12,2  |
| 5.  | Holandia        | Wilma van Gool   | 12,2  |
| 6.  | Czechosłowacja  | Věra Knapová     | 12,3  |

### Bieg na 200 metrów
| Lp. | Państwo         | Zawodniczka       | Wynik |
| --- | --------------- | ----------------- | ----- |
| 1.  | Francja         | Sylviane Telliez  | 24,4  |
| 2.  | Jugosławia      | Jelica Pavličić   | 25,0  |
| 3.  | Holandia        | Wilma van Gool    | 25,4  |
| 4.  | Wielka Brytania | Andrea Lynch      | 25,4  |
| 5.  | Czechosłowacja  | Věra Knapová      | 25,5  |
| 6.  | RFN             | Christiane Krause | 25,6  |

### Bieg na 400 metrów
| Lp. | Państwo         | Zawodniczka          | Wynik |
| --- | --------------- | -------------------- | ----- |
| 1.  | RFN             | Erika Weinstein      | 54,4  |
| 2.  | Wielka Brytania | Janette Roscoe       | 55,1  |
| 3.  | Holandia        | Trudy Wunderink      | 55,2  |
| 4.  | Francja         | Chantal Leclerc      | 55,5  |
| 5.  | Czechosłowacja  | Jozefína Čerchlanová | 56,2  |
| 6.  | Jugosławia      | Nađa Avdibašić       | 58,9  |

### Bieg na 800 metrów
| Lp. | Państwo         | Zawodniczka          | Wynik  |
| --- | --------------- | -------------------- | ------ |
| 1.  | RFN             | Hildegard Falck      | 2:04,7 |
| 2.  | Jugosławia      | Vera Nikolić         | 2:05,5 |
| 3.  | Wielka Brytania | Joan Allison         | 2:06,5 |
| 4.  | Francja         | Martine Duvivier     | 2:06,9 |
| 5.  | Holandia        | Joke van Gerven      | 2:10,2 |
| 6.  | Czechosłowacja  | Miroslava Margoldová | 2:12,0 |

### Bieg na 1500 metrów
| Lp. | Państwo         | Zawodniczka            | Wynik  |
| --- | --------------- | ---------------------- | ------ |
| 1.  | RFN             | Ellen Tittel           | 4:16,7 |
| 2.  | Holandia        | Anneke de Lange        | 4:16,9 |
| 3.  | Wielka Brytania | Joyce Smith            | 4:19,1 |
| 4.  | Francja         | Marie-Françoise Dubois | 4:24,4 |
| 5.  | Jugosławia      | Breda Pergar           | 4:29,1 |
| 6.  | Czechosłowacja  | Emília Přivřelová      | 4:32,3 |

### Bieg na 100 metrów przez płotki
| Lp. | Państwo         | Zawodniczka       | Wynik |
| --- | --------------- | ----------------- | ----- |
| 1.  | Wielka Brytania | Judy Vernon       | 13,7  |
| 2.  | Holandia        | Mieke van Wissen  | 13,9  |
| 3.  | Jugosławia      | Emina Pilav       | 14,4  |
| 4.  | Francja         | Chantal Marin     | 14,5  |
| 5.  | RFN             | Uta Nolte         | 14,6  |
| 6.  | Czechosłowacja  | Zdenka Hřebíčková | 14,9  |

### Sztafeta 4 × 100 metrów
| Lp. | Państwo         | Zawodniczki                                                         | Wynik |
| --- | --------------- | ------------------------------------------------------------------- | ----- |
| 1.  | RFN             | Elfgard Schittenhelm Inge Helten Annegret Richter Annegret Kroniger | 44,9  |
| 2.  | Francja         | Nadine Goletto Jacqueline Curtet Nicole Pani Sylviane Telliez       | 44,9  |
| 3.  | Wielka Brytania | Helen Golden Barbara Martin Judy Vernon Andrea Lynch                | 45,1  |
| 4.  | Holandia        |                                                                     | 46,2  |
| 5.  | Jugosławia      | Branislava Gak Đurđa Fočić Wera Weljanowska Ljubica Mrdja           | 46,6  |
| 6.  | Czechosłowacja  | Krista Jarošová Hana Malá Eva Putnová Věra Knapová                  | 47,8  |

### Sztafeta 4 × 400 metrów
| Lp. | Państwo         | Zawodniczki                                                         | Wynik  |
| --- | --------------- | ------------------------------------------------------------------- | ------ |
| 1.  | NRD             | Dagmar Jost Erika Weinstein Christel Frese Hildegard Falck          | 3:39,3 |
| 2.  | Francja         | Bernadette Dargent Martine Duvivier Chantal Leclerc Nicole Duclos   | 3:41,4 |
| 3.  | Wielka Brytania | Rosemary Wright Ruth Kennedy Dawn Webster Janette Roscoe            | 3:43,3 |
| 4.  | Holandia        | Thea Nieuwenhuizen Wilma Hillen Brigge Trudy Wunderink              | 3:44,6 |
| 5.  | Czechosłowacja  | Libuše Macounová Eva Štefková Jozefína Čerchlanová Drahomíra Fuxová | 3:45,0 |
| 6.  | Jugosławia      | Nađa Avdibašić Snežana Vujatov Vera Nikolić Jelica Pavličić         | 3:53,0 |

### Skok wzwyż
| Lp. | Państwo         | Zawodniczka            | Wynik |
| --- | --------------- | ---------------------- | ----- |
| 1.  | Francja         | Marie-Christine Wartel | 1,86  |
| 2.  | Czechosłowacja  | Milada Karbanová       | 1,80  |
| 2.  | RFN             | Ellen Mundinger        | 1,80  |
| 2.  | Wielka Brytania | Barbara Lawton         | 1,80  |
| 5.  | Holandia        | Ria Ahlers             | 1,78  |
| 6.  | Jugosławia      | Snežana Hrepevnik      | 1,73  |

### Skok w dal
| Lp. | Państwo         | Zawodniczka       | Wynik |
| --- | --------------- | ----------------- | ----- |
| 1.  | Jugosławia      | Đurđa Fočić       | 6,08  |
| 2.  | Francja         | Odette Ducas      | 6,04  |
| 3.  | Wielka Brytania | Myra Nimmo        | 5,90  |
| 4.  | RFN             | Edda Trocha       | 5,76  |
| 5.  | Holandia        | Ellen Hoogendoorn | 5,74  |
| 6.  | Czechosłowacja  | Eva Šuranová      | 5,73  |

### Pchnięcie kulą
| Lp. | Państwo         | Zawodniczka        | Wynik |
| --- | --------------- | ------------------ | ----- |
| 1.  | Czechosłowacja  | Helena Fibingerová | 19,29 |
| 2.  | Wielka Brytania | Brenda Bedford     | 15,72 |
| 3.  | Francja         | Léone Bertimon     | 15,45 |
| 4.  | RFN             | Brigitte Berendonk | 15,31 |
| 5.  | Holandia        | Elna Schalk        | 14,96 |
| 6.  | Jugosławia      | Nevenka Mrinjek    | 13,45 |

### Rzut dyskiem
| Lp. | Państwo         | Zawodniczka       | Wynik |
| --- | --------------- | ----------------- | ----- |
| 1.  | RFN             | Liesel Westermann | 61,90 |
| 2.  | Wielka Brytania | Rosemary Payne    | 53,68 |
| 3.  | Holandia        | Ria Stalman       | 51,40 |
| 4.  | Czechosłowacja  | Marie Novotná     | 49,82 |
| 5.  | Francja         | Catherine Bazin   | 43,74 |
| 6.  | Jugosławia      | Bernarda Ronutti  | 42,70 |

### Rzut oszczepem
| Lp. | Państwo         | Zawodniczka      | Wynik |
| --- | --------------- | ---------------- | ----- |
| 1.  | Jugosławia      | Nataša Urbančič  | 58,96 |
| 2.  | RFN             | Ameli Koloska    | 51,68 |
| 3.  | Wielka Brytania | Sharon Corbett   | 50,90 |
| 4.  | Czechosłowacja  | Jana Linková     | 50,76 |
| 5.  | Holandia        | Lida Kuijs       | 48,34 |
| 6.  | Francja         | Clotilde Lambert | 41,52 |